# Skop (entreprise de sondages)
Pour l’article homonyme, voir Skop.
Skop (Skandinavisk Opinion AB) est une société suédoise qui effectue des sondages d'opinion.
Skop a été fondée en 1985 par des chercheurs de l'Université d'Uppsala, mais opère depuis Stockholm. L'entreprise réalise des sondages d'opinions politiques de toutes sortes, tant sur ce qui a trait à la politique que sur des sujets relatifs à la vie courante à Stockholm.